# IM the Supervisor
 (décembre 2023).
Si vous disposez d'ouvrages ou d'articles de référence ou si vous connaissez des sites web de qualité traitant du thème abordé ici, merci de compléter l'article en donnant les références utiles à sa vérifiabilité et en les liant à la section « Notes et références ».
Albums de Infected Mushroom
Converting Vegetarians
(2003) Vicious Delicious
(2007)
IM the Supervisor est un album de trance psychédélique du groupe Infected Mushroom sorti en 2004.

## Titres
1. "IM the Supervisor" – 8:34
2. "Ratio Shmatio" – 6:29
3. "Muse Breaks RMX" – 7:09
4. "Meduzz" – 6:42
5. "Cities of the Future" – 6:59
6. "Horus the Chorus" – 7:39
7. "Frog Machine" – 6:10
8. "Noon" – 6:07
9. "Bombat" – 8:17
10. "Stretched" – 7:22